# Mousa (isola)

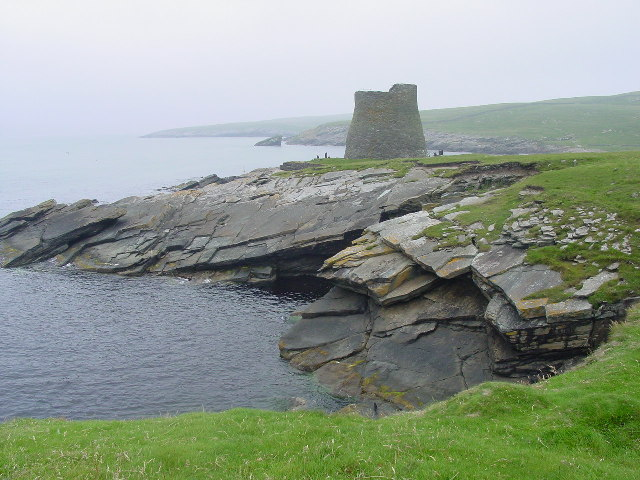
Il broch di Mousa

Mousa (pron.: /ˈmuːsə/) è un'isola sull'oceano Atlantico della Scozia nord-orientale, facente parte dell'arcipelago delle Shetland. L'isola, ora disabitata, fa parte, dal punto di vista amministrativo, della parrocchia civile di Sandwick.
L'isola costituisce un'area naturale protetta.

## Geografia fisica
L'isola si trova lungo il 60º parallelo ed è situata ad est della parte meridionale dell'isola di Mainland, dalla quale è separata dal Mousa Sound.
Il territorio di Mousa è suddiviso in due parti, la parte settentrionale, chiamata North Isle, è la parte meridionale, chiamata South Isle. Al largo del costa orientale di Mousa, si trova l'isolotto di Peerie Bard.
L'isola ha una superficie di 180 ettari.

## Origini del nome
Il toponimo Mousa deriva dall'antico nordico Mosey, che significa "isola muschiosa".

## Storia
L'isola venne citata in due saghe nordiche, ovvero nella Saga degli uomini delle Orcadi (Orkneyinga Saga), redatta nel 1153,  e nella Saga di Egill (Egils saga), redatta tra il 1220 e il 1240 ca. In una di queste saghe si racconta del naufragio a Mousa di una coppia islandese avvenuto nel X secolo.
Nel 1774 vivevano sull'isola 11 famiglie. Meno di un secolo dopo, l'isola era però già disabitata.

## Monumenti e luoghi d'interesse

### Architetture civili

#### The Haa
Tra gli edifici d'interesse dell'isola, figurano le rovine di The Haa, una residenza fatta costruire nel 1783 da James Pyper, un mercante di Lerwick.

#### Ham House
Un altro antico edificio di Mousa è la Ham House, risalente al 1770.

#### Knowe House
Altro edificio d'interesse è la Knowe House, una fattoria dove nel 1841 viveva la famiglia di Erasmus Jameson.

#### Faro di Mousa
Sull'isolotto di Peerie Bard, al largo di Mousa, si trova il faro di Mousa, risalente al 1951.

### Siti archeologici

#### Broch di Mousa
Il principale monumento dell'isola è il broch di Mousa (Mousa Broch), una torre circolare di 13 metri di altezza risalente all'età del Ferro.

## Trasporti
L'isola è raggiungibile via traghetto da Leebitton e, nel periodo estivo, anche da Sandwick. La traversata da Leebitton dura circa 15 minuti.